# Whitecourt (Alberta)
Whitecourt é uma pequena cidade localizada na Região Central da província de Alberta no Canadá. Está localizada a aproximadamente 177 quilômetros a noroeste de Edmonton (capital de Alberta) e a 279 quilômetros a sudeste de Grande Prairie, na junção da Rodovia 43 com a Rodovia 32, e está a uma altitude de 690 metros acima do nível do mar.
A linha ferroviária nacional do Canadá atravessa a cidade. A cidade é conhecida como a capital das motos de neve de Alberta.

## Ligações Externas
- Website Oficial